# زلاتیچوو
زلاتیچوو (به صربی: Zlatićevo) یک منطقهٔ مسکونی در صربستان است که در ولاسوتینتسه واقع شده‌است. زلاتیچوو ۲۰۰ نفر جمعیت دارد.